# La Pedrera (Gijón)
La Pedrera es una parroquia del concejo asturiano de Gijón, en España. Pertenece a su Distrito Rural.

## Demografía
En 2004 tenía una población de 671 habitantes y en 2022 de 845.

## Ubicación
Limita al sur con la parroquia de Ruedes, al este con la de Leorio y al oeste con la de Cenero y Porceyo y al norte con la de Roces. El límite occidental lo marcan las vías del Ferrocarril de Langreo y el oriental la Carretera Carbonera.

### Transporte
Por la parroquia solo discurre la línea 24 de EMTUSA, que continúa hasta Mareo de abajo, en Leorio. La vía verde de La Camocha atraviesa La Pedrera de oeste a este y su trazado incluye un túnel.

## Descripción
El barrio rural más poblado y con mejores infraestructuras es Mareo de Arriba. En la parroquia de La Pedrera se encuentra la iglesia de San Andrés Apóstol y anexo a ella se halla el cementerio parroquial, donde se encuentran los restos de la iglesia románica de Santa María (1050) formando parte de un panteón. En la parroquia se celebran las fiestas de San Juan Bautista y de San Andrés.

## Toponimia
De acuerdo con el filólogo especializado en lengua asturiana Ramón d'Andrés Díaz, el nombre de la parroquia deriva de la palabra pedrera. Esta haría referencia a un lugar donde abunda la piedra, una cantera o un camino empedrado. En su libro Diccionario toponímico del concejo de Gijón indica, además, que la forma original del topónimo era (al menos hasta el siglo xviii) La Pedreda. Según el mencionado autor, esta tendría el mismo significado que la denominación actual.

## Barrios
- La Pedrera
- Arroyo
- Fontaciera
- Mareo de Arriba (Mareo de Riba en asturiano y oficialmente)[4]